# 830.
830. je četrto desetletje v 9. stoletju med letoma 830 in 839. 